# De Volkskrant
De Volkskrant is een Nederlands dagblad, dat eigendom is van het mediabedrijf DPG Media uit Vlaanderen. 
De krant is van oorsprong rooms-katholiek en richt zich sinds de jaren 1960 op de hoger opgeleide lezers. Het dagblad plaatste zich tot aan de jaren 1990 links van het politieke midden. Later zou de krant meer naar rechts opgeschoven zijn, aldus voormalig hoofdredacteur Philippe Remarque. De krant wordt naast NRC en Trouw gezien als een Nederlandse kwaliteitskrant. Door onder meer de opkomst van internet en een dalende oplage is het dagblad een koers gaan varen die past bij de belangstelling van hogeropgeleiden.  Er kwam meer aandacht voor kunst en lifestyle en de opmaak van de krant werd meer gericht op het aantrekken van jonge lezers. 

## Geschiedenis
De Volkskrant werd vanaf 2 oktober 1919 uitgegeven als weekblad van de katholieke arbeidersbeweging. De oprichters waren verscheidene katholieke arbeidersbonden, die zich verenigd hadden in de Federatie der Diocesane Rooms-katholieke Volks- en Werkliedenbonden. De eerste editie telde vier pagina's en kostte 3 cent. Het tijdschrift verscheen iedere donderdag. Vanaf 19 januari 1920 verscheen de krant om de dag en ten slotte vanaf 1 oktober 1921 als dagblad. Jan Vesters werd de hoofdredacteur. Op 14 januari 1935 verhuisde het hoofdkantoor van de krant van Den Bosch naar Utrecht. De krant werd uitgebreid met verschillende edities: een algemeen landelijke, een Twentse, een Limburgse, een Oost- en een West-Brabantse editie. Edities voor Rotterdam, Den Haag, de noordelijke provincies en Gelderland volgden enkele jaren later. De krant stond echter nog ver in de schaduw van het grote katholieke dagblad De Maasbode.

### Oorlogsperiode
Tijdens de Tweede Wereldoorlog bleef de krant de eerste tijd verschijnen, maar begin juli 1941 werd hoofdredacteur Vesters door de bezetter tot aftreden gedwongen. De krant kreeg uit de gelederen van de Nationaal-Socialistische Beweging (NSB) D.C. van der Poel als hoofdredacteur. Nadat het Nederlands episcopaat op 3 augustus 1941 had geprotesteerd tegen de ondertoezichtstelling van de katholieke vakbeweging en haar instellingen zoals de Volkskrant, boden de redacteuren en directeur Van Kessel diezelfde dag hun ontslag aan en liepen de medewerkers en lezers massaal weg. Op 4 oktober 1941 verscheen de laatste krant tijdens de bezetting.
Na de bevrijding op 5 mei 1945 verscheen op 8 mei de eerstvolgende uitgave van de krant. Het papiertekort uit die periode stond de snel stijgende oplage in de eerste drie jaar niet in de weg. De stijging werd ook bevorderd door het verschijningsverbod van De Telegraaf, die als een collaborateur gold, waardoor de Volkskrant in het begin de enige bovenregionale ochtendkrant was. De krant richtte zich nu vooral tot de stedelijke middenklasse en bereikte zo een breder lezerspubliek. De directeur Cees Slewe, die voorheen in dienst was van Asberg, speelde een beslissende rol in het succes van de nieuw leven ingeblazen krant, maar stierf in 1947. Ter ere van hem werd de C.J.A. Slewe-prijs ingesteld voor de beste journalistieke prestatie in de Volkskrant. Joop Lücker werd benoemd als algemeen en journalistiek hoofdredacteur en Carl Romme als staatkundig (politiek) hoofdredacteur. Het aantal abonnees steeg binnen een jaar tot 109.000. De Volkskrant groeide uit tot een grote landelijke krant, met als ondertitel 'Katholiek dagblad voor Nederlanders'. 

### Naoorlogse periode
Dankzij de verslaggeving van de krant door Carel Enkelaar en de fotoreportage van fotograaf Jan Stevens op de dag na de watersnood van 1953, kwam de binnen- en buitenlandse hulpverlening hiervoor op gang. Na toestemming van hoofdredacteur Lücker huurde Enkelaar een DC-3 met KLM-vlieger Piet Hoorweg en waarnemer Willem van Veenendaal die, met fotograaf en enkele verslaggevers, een vlucht boven het Zuid-Hollandse en Zeeuwse rampgebied maakten.

### Jaren 1960: Van katholiek naar links progressief

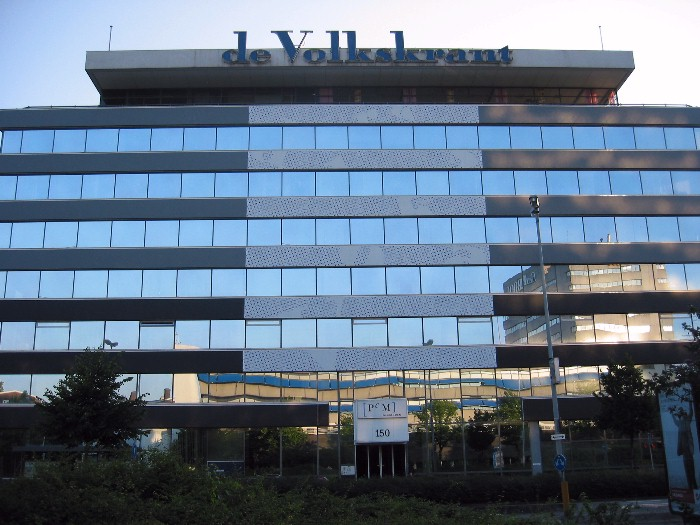
Het oude hoofdkantoor van de Volkskrant in Amsterdam (vóór de verhuizing in februari 2007)

Halverwege de jaren 1960 verloor de krant haar katholieke karakter bijna volledig onder leiding van Jan van der Pluijm. Dit viel vrijwel samen met de verhuizing van de krant van de Nieuwezijds Voorburgwal naar een nieuw gebouw in de Wibautstraat. Tegelijk met de opening van dit pand op 24 september 1965 verdween ook de ondertitel 'Katholiek dagblad voor Nederland'. Een ruzie met de schrijver Godfried Bomans, die op zaterdag een column op de voorpagina had, en zijn vertrek in 1968 was symptomatisch voor deze verandering, die gepaard ging met de overgang van een milde naar een scherpere toon. Vanaf dat moment richtte de krant zich op een jonger, links-progressief lezerspubliek. De nieuwe toon werd door nogal wat trouwe lezers als negatief ervaren, hetgeen resulteerde in het opzeggen van abonnementen.

### Groei
De krant ging zich ook steeds meer toeleggen op complete financieel-economische verslaggeving, waarvoor een uitgebreide redactie werd opgezet door Jan Damen. Er werd voortgeborduurd op de vakbondstraditie van de krant, bijvoorbeeld met de verslaggeving rond de unieke bezetting van de Enka-fabriek. Ook de sportredactie werd uitgebreid onder de kritische Ben de Graaf.
De redactie groeide snel en werd uitgebreid met academici, terwijl voordien voornamelijk zelfopgeleide, katholieke journalisten via het destijds gangbare leerlingstelsel bij de krant werkten. Harry Lockefeer werd opvolger van Van der Pluijm als hoofdredacteur. Vanwege de groei van de advertentiemarkt werd de krant onder Lockefeer uitgebreid met talloze bijlagen, zoals 'Het vervolg', 'Reizen' en 'Boeken', waarin het steeds toenemende aanbod van advertenties onderdak kon vinden. Zaterdagkranten van meer dan 100 pagina's waren het gevolg.
In de jaren 1960 en 1970 was Jan Blokker gezichtsbepalend voor het linkse intellectuele volksdeel. Hij blonk uit in satirische stukjes over de linkse mode; gebundeld in onder andere Ben ik eigenlijk wel links genoeg? (1974). Ten slotte werd hij adjunct-hoofdredacteur.
Na het vertrek van hoofdredacteur Harry Lockefeer in 1995 nam Pieter Broertjes als eerste niet-zuiderling deze functie over. Tijdens zijn ambtstermijn introduceerde de Volkskrant in 1999 Volkskrant Magazine, een wekelijkse bijlage met lange achtergrondverhalen, uitgebreide interviews en een sterke nadruk op fotografie en vormgeving. Deze toevoeging was bedoeld om een breder publiek en nieuwe adverteerders aan te trekken. Onder Broertjes begon echter een daling in de oplage. In 2010 legde hij zijn functie neer, waarna Philippe Remarque en later Pieter Klok hem in september 2019 opvolgden.

### Samenwerking en overnames
In 1968 ging de Volkskrant onder de naam Perscombinatie een samenwerking aan met Het Parool, dat de meerderheid van de aandelen verwierf door een grotere kapitaalinbreng. Er werd ook een gemeenschappelijke drukkerij gebouwd. In 1975 sloot het dagblad Trouw zich bij de combinatie aan.
In juni 1994 nam het concern de Uitgeverij Meulenhoff & Co over, en in 1995 de grotere dagbladconcurrent de Nederlandse Dagblad Unie – met onder andere het Algemeen Dagblad en NRC Handelsblad. In 1996 volgde het digitale archief Media Resultant (PersDataBank). Sindsdien was de Volkskrant onderdeel van PCM Uitgevers. PCM werd in 2009 overgenomen door de Belgische De Persgroep en in december 2009 hernoemd naar De Persgroep Nederland.

### Nieuwe media
In 1996 begon de krant met een eigen website. In 1999 bestond de webredactie uit zo'n zes personen, onder leiding van Theo Stielstra. In september 2005 initieerde deze redactie – inmiddels onder leiding van Geert-Jan Bogaerts – het weblog Volkskrantblog, waar niet alleen redacteuren en andere medewerkers van de krant konden bloggen, maar ook lezers van de Volkskrant en anderen. Integratie met de papieren krant vond aanvankelijk op bescheiden schaal plaats: Bogaerts schreef een wekelijkse column, terwijl de rubriek Weeklog in de gedrukte krant een samenvatting was van wat de gasten op het weblog schreven. Vanaf september 2006 werd de integratie verder uitgebreid, maar vanwege klachten over te veel controversiële bijdragen en reacties werd in augustus 2011 definitief met het experiment gestopt.
Op 1 februari 2005 kondigde de krant aan televisie-uitzendingen te gaan maken. Het had hiertoe een samenwerkingsverband opgericht met het productiebedrijf Palazzina, onder de naam VP TV. De krant was al incidenteel bij uitzendingen betrokken, onder meer bij de uitzending van het Groot Dictee der Nederlandse Taal. De krant beschikt sinds 2006 over een eigen videoredactie die reportages maakt voor web-tv. Die zijn te zien op de website vk.nl.

### Banenblad
In 2006 zag het gratis weekblad Volkskrant Banen het licht. Het wordt verspreid in controlled circulation onder hogeropgeleiden tot en met 39 jaar. Het blad bevat vacatures en artikelen over onder meer loopbaanontwikkeling. Begin 2007 had het weekblad meer dan 100.000 abonnees.

### Verhuizing

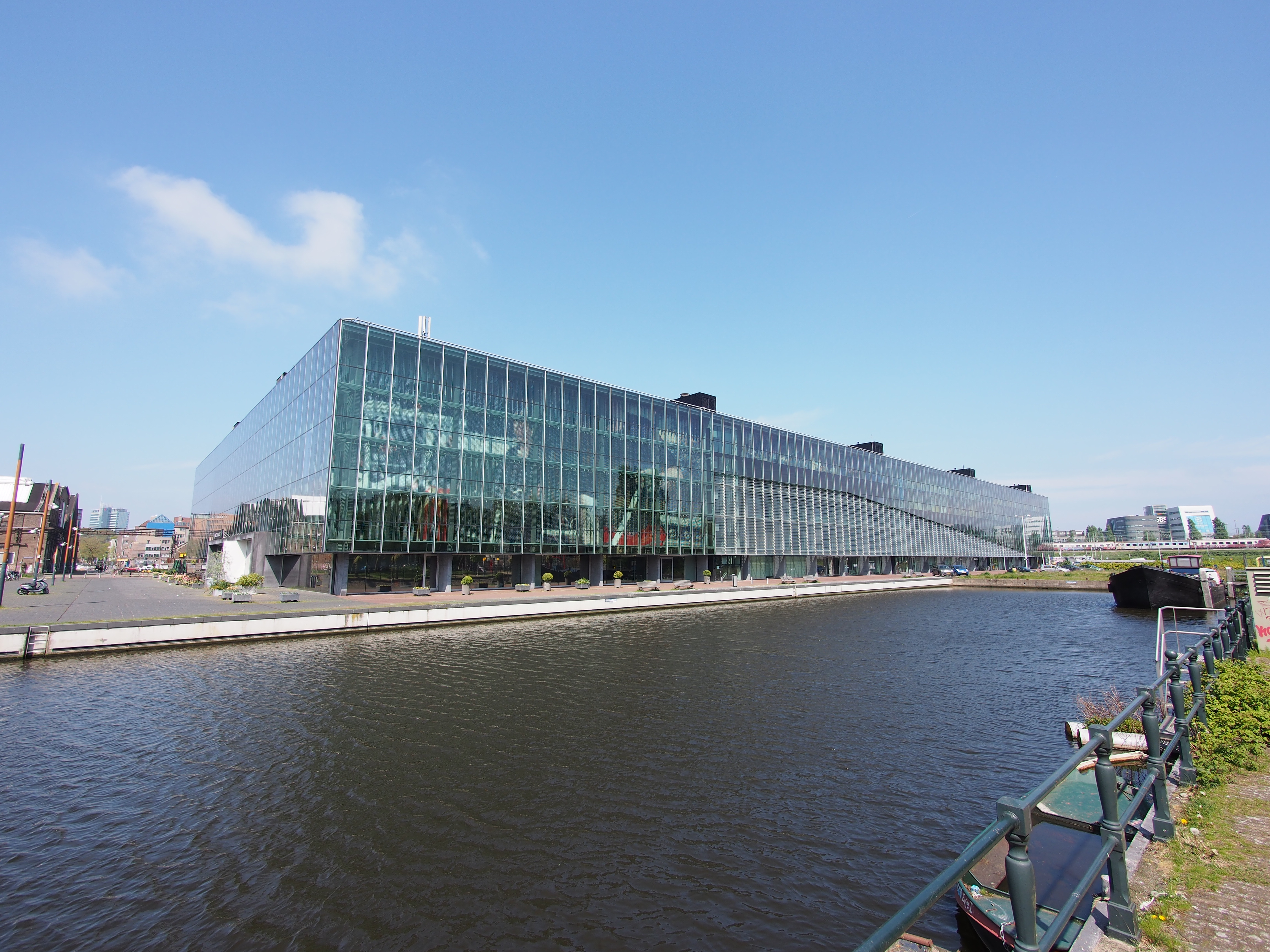
Het INIT-gebouw in Amsterdam

De redactie van de Volkskrant is begin februari 2007 verhuisd naar het INIT-gebouw aan de Jacob Bontiusplaats. Daar zijn ook Het Parool en Trouw gevestigd. Hiermee kwam een einde aan de Wibautstraat als krantenstraat. Alleen Het Financieele Dagblad heeft daar nu nog zijn redactie. Sinds de zomer van 2024 is de krant gevestigd aan de Van der Madeweg 40 in Amsterdam-Duivendrecht.

### Jubileum
Op 23 augustus 2006 verscheen de 25.000e editie van de Volkskrant. Ter gelegenheid daarvan publiceerde de krant een bijlage op tabloid-formaat over verleden en toekomst van de krant, met veel bijdragen van lezers. Ook verscheen het boek Tussen de regels, waarin buitenstaanders de verslaggeving van de krant van de afgelopen vijf jaar ter discussie stelden op tal van gevoelige onderwerpen.

### Jaren 2020
Op 25 november 2022 verscheen de 30.000e editie. Op 24 maart 2023 verscheen de laatste schaakrubriek in de Volkskrant.

## Oplage

### De Volkskrant
De Volkskrant kampt net als de andere dagbladen met een teruggang van het aantal lezers/abonnees. In 2004 had zij nog een oplage van gemiddeld 305.000 stuks per dag. In 2011 had de Volkskrant een oplage van 263.747, waarmee zij de derde betaalde krant van Nederland was, na De Telegraaf en het Algemeen Dagblad. In de jaren 1990 bezette de krant zelfs enige tijd de tweede plaats. Over de oplage in 2021 is minder bekend, maar geschat wordt dat zich deze beweegt rond de 200.000 exemplaren, zoals dat uit meerdere op internet geplaatste statistieken blijkt.
Gemiddeld verspreide oplage van de Volkskrant tussen 2001 en 2017
Cijfers volgens HOI, Instituut voor Media Auditing

### Volkskrant Magazine
| Jaar | Betaalde gerichte oplage | Totaal verspreide oplage |        |
| ---- | ------------------------ | ------------------------ | ------ |
| 2004 | 0                        | 366.146                  | [ 15 ] |
| 2006 | 0                        | 350.617                  | [ 16 ] |
| 2007 | 0                        | 345.518                  | [ 17 ] |
| 2011 | 0                        | 337.694                  | [ 18 ] |
| 2012 | 0                        | 331.793                  | [ 19 ] |
| 2022 | 0                        | 299.039                  | [ 20 ] |

## Lettertype en krantenformaat

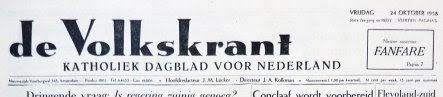
Kop van de Volkskrant 1935–1965

De kenmerkende kop (masthead) van de Volkskrant werd in 1935 ontworpen door Andries Oosterbaan, een van de vormgevers van het katholieke (maatschappij)kritische kunst- en literatuur-tijdschrift De Gemeenschap en directeur van Drukkerij Lumax, met als bijzonder detail dat zijn jonge dochter Lida Oosterbaan uit vier schetsen het ontwerp in de letter Metropolis Bold (oorspronkelijk van Wilhelm Schwerdtner) koos. Dat ontwerp sierde dertig jaar de voorpagina van de Volkskrant, waarna Chris Brand het ontwerp in 1965 moderniseerde. In 2002 maakte letterkenner David Quay dat ontwerp vervolgens nog iets scherper.
Vanaf december 2006 wordt voor de tekst in de krant als lettertype Capitolium News van letterontwerper Gerard Unger gebruikt.
Sinds 29 maart 2010 verschijnt de Volkskrant volledig op tabloidformaat. Nadat het tweede katern al op dit formaat werd gedrukt, volgde eind maart ook het eerste. De zaterdagse bijlage Volkskrant Magazine bleef ongewijzigd.

## Volkskrant Beeldende Kunst Prijs
Vanaf 2006 reikt de krant jaarlijks een beeldendekunstprijs voor hedendaagse kunst in Nederland uit, in samenwerking met het Stedelijk Museum Schiedam en eerst de omroeporganisatie NTR en sinds 2015 de AVROTROS.

## Waardering
De Volkskrant heeft verschillende prijzen gewonnen voor haar grafische ontwerp: In 2019 en 2020 was de Volkskrant European Newspaper of the Year. In 2021 werd de krant – samen met het Deense Weekendavisen – uitgeroepen tot The World's Best Designed Newspaper.
In 2025 herhaalde zich dat.

## Medewerkers

#### Hoofdredacteuren
- Jan Vesters (1921–1941)
- D.C. van der Poel (1941)
- Joop Lücker (algemeen hoofdredacteur) (1945–1964)
Carl Romme (politiek hoofdredacteur) (1945–1952)
- Jan van der Pluijm (1964–1982)
- Harry Lockefeer (1982–1995)
- Pieter Broertjes (1995–2010)
- Philippe Remarque (1 juli 2010–31 augustus 2019)
- Pieter Klok (vanaf 1 september 2019)

#### Bekende tekenaars
Voor de Volkskrant tekenden onder meer:
- WiBo – jarenlang elke dag een humoristisch plaatje linksonder op de voorpagina
- Jos Collignon – generalist, onder meer biografische cartoons bij overlijden Annie M.G. Schmidt en Ischa Meijer
- Waldemar Post – aanvankelijk toneeltekenaar, later voornamelijk karikaturen
- Bas van der Schot – spotprenten over de actualiteit
- Jul. Terlingen – tussen 1935 en 1940
- Jip van den Toorn - beeldcolumns over de actualiteit
- Stefan Verwey – tussen 1973 en 2020 over de actualiteit en boeken
- Peter de Wit – geestelijk vader van de psychiater Sigmund
- Rob Wout als Opland – spotprenten over politiek

#### Bekende columnisten
Columns in de Volkskrant werden geschreven door onder meer:
- Kader Abdolah (schrijver)
- Hanna Bervoets
- Jan Blokker
- Godfried Bomans, op de zaterdagse voorpagina
- Jan Bouman, in handschrift afgedrukte heemkundige rubriek
- Asha ten Broeke
- Edgar Cairo (schrijver)
- Aaf Brandt Corstius
- Hugo Brandt Corstius als Stoker en Maaike Helder
- Emma Curvers
- Martin Bril
- Remco Campert (schrijver)
- Elma Drayer
- Joy Delima
- Harriët Duurvoort
- Henry Faas als Wandelganger, over politiek
- Arnon Grunberg
- Eva Hoeke
- Cindy Hoetmer
- Teun van de Keuken
- Thomas van Luyn
- Heleen Mees
- Peter Middendorp
- Jan Mulder
- Margriet Oostveen
- Hagar Peeters (dichteres)
- Nico Scheepmaker, vooral over sport
- Sander Schimmelpenninck
- Sheila Sitalsing
- Martin Sommer
- Cri Stellweg als Saartje Burgerhart
- Aleid Truijens
- Bert Wagendorp
- Sylvia Witteman

#### Bekende journalisten
Na de Tweede Wereldoorlog begon de Volkskrant aan een periode van sterke groei, vooral in de jaren 1960 en 1970. Bekende journalisten uit die periode waren:
- Carl Romme – KVP-leider en politiek hoofdredacteur
- Joop Lücker – hoofdredacteur
- Gabriël Smit – dichter en kunstredacteur
- Bob Bertina – filmredacteur
- Hans Keller – kunstredacteur

#### Bekende correspondenten
- Peter Brusse (Londen)
- Philip Freriks (Parijs)
- Kees Sikkink (Brussel)

## Website
Volgens Alexa was de website volkskrant.nl in 2020 de 126e meest populaire website van Nederland.